# Quedantang (sockenhuvudort i Kina, Qinghai Sheng, lat 35,65, long 100,60)
Quedantang (kinesiska: 茫拉乡) är en sockenhuvudort i Kina. Den ligger i provinsen Qinghai, i den nordvästra delen av landet, omkring 150 kilometer sydväst om provinshuvudstaden Xining. Antalet invånare är 6 708. Befolkningen består av 3 251 kvinnor och 3 457 män. Barn under 15 år utgör 25,0 %, vuxna 15-64 år 68 %, och äldre över 65 år 5,0 %.
Runt Quedantang är det glesbefolkat, med 10 invånare per kvadratkilometer. Närmaste större samhälle är Mangqu, 15,5 km sydost om Quedantang. Trakten runt Quedantang består i huvudsak av gräsmarker.
Genomsnittlig årsnederbörd är 487 millimeter. Den regnigaste månaden är juli, med i genomsnitt 119 mm nederbörd, och den torraste är november, med 3 mm nederbörd.